# 3749 Балам
3749 Балам (3749 Balam) — астероїд головного поясу, відкритий 24 січня 1982 року.
Тіссеранів параметр щодо Юпітера — 3,624.